# Az államháztartás pénzügyi mérlege
A pénzügyi mérleg formájában is megjelennek az államháztartás egyes alrendszereinek bevételei és kiadásai. A bevételeket bevételi forrásként, a kiadásokat kiadási jogcímként tartalmazza.

## Általános képe
A mindenkori gazdaságpolitika célja a megfelelő egyensúly megteremtése. A kiadások bevételeket meghaladó összege esetén a pénzügyi mérleg hiányt, deficitet mutat. A hiány rendezésének módjáról rendelkezni kell.
Ha a bevételek összege meghaladja a kiadások összegét, a pénzügyi mérleg többletet, szufficitet mutat. Törvényes előírás miatt a deficit felhasználásnak módjáról is rendelkezni kell. Fontos, hogy az egyes alrendszerek közötti pénzforgalom halmozódásait ki kell szűrni. A bevételi és kiadási halmozódások kiszűrését konszolidációnak nevezzük.

## Központi költségvetés szerkezeti rend elemei
- fejezet – végrehajtás és beszámolás szempontjából önállóan felügyelt, irányított szervek és előirányzatok összessége. (Például Oktatási Minisztérium)
- funkciócsoport
- jogcímcsoport
- jogcím

A funkciócsoport, jogcímcsoport, jogcím a tevékenység jellegéhez való kötődést jelzi, vagyis adott kiadás, mely tevékenységre fordítódik, illetve adott bevétel, amely tevékenységből származik.
- cím – szabályozási szempontból összetartozó, részletezett előirányzatok összessége.
- alcím – egy adott költségvetési címen belül jelent további bontást
- előirányzat csoport
- kiemelt előirányzat – az előirányzat csoporton belül bontja az egymástól különböző jellegű kiadásokat.
  - személyi kiadások
  - munkaadókat terhelő járulékok
  - dologi kiadások
  - ellátottak pénzbeli juttatásai

A felhalmozási költségvetésen belüli kiemelt előirányzatok:
- intézményi beruházási kiadások
- felújítás
- központi beruházási kiadások

A központi költségvetésről szóló törvény a bevételi és kiadási előirányzatokat fejezetekre tagolja.

## Külső hivatkozások
- Dr. Sóvágó Lajos: Államháztartási ismeretek. Szent István Egyetem, 2011